# Pożary lasów w Yellowstone (1988)

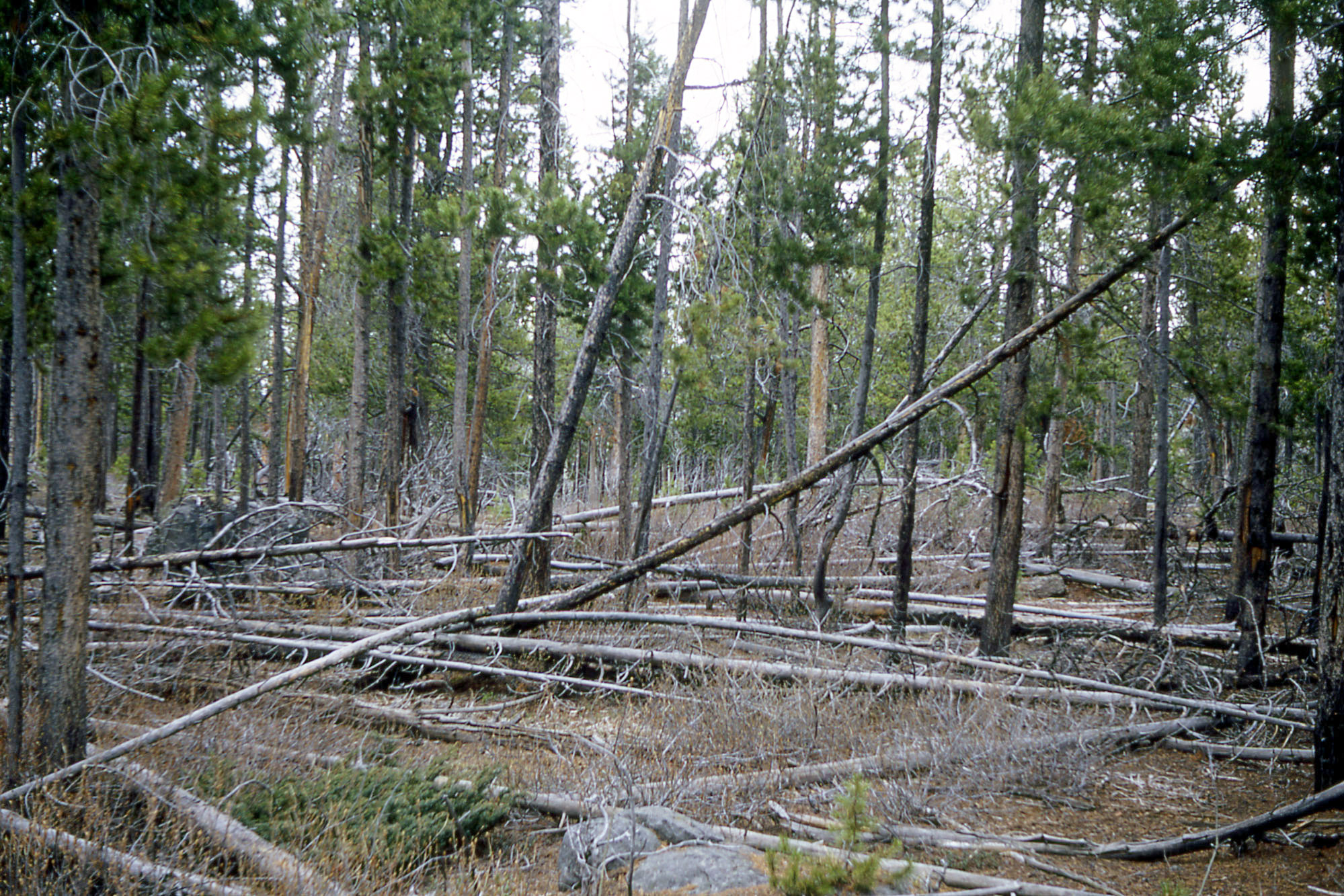
Dojrzały bór sosny wydmowej w Yellowstone w 1965 r. Na dnie lasu widoczne nagromadzenie martwej biomasy

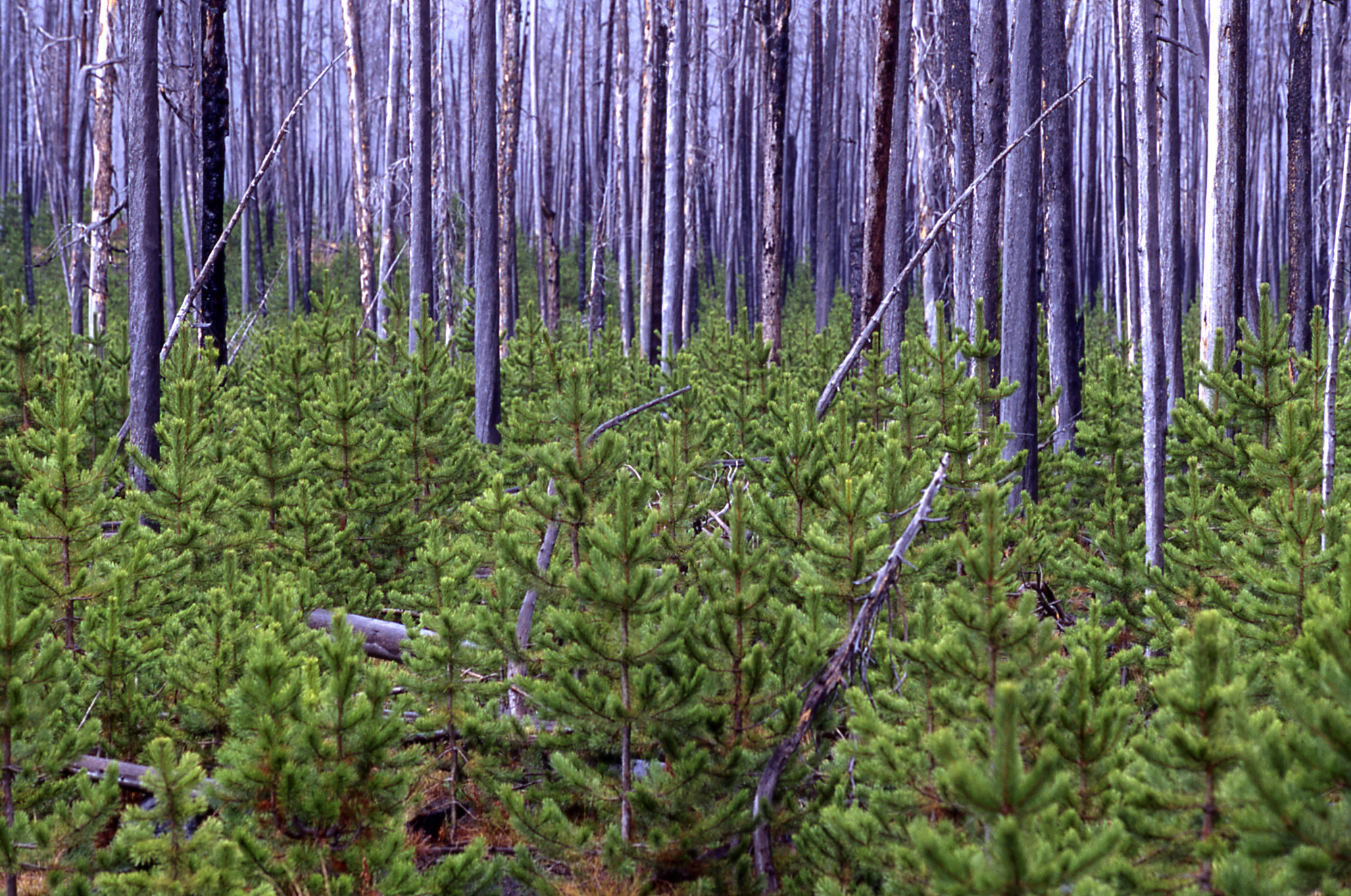
Naturalne odnowienie sosny wydmowej 10 lat po pożarze

Pożary w Yellowstone w 1988 roku – zespół pożarów lasów i zarośli w Parku Narodowym Yellowstone i jego okolicach (m.in. Parku Narodowym Grand Teton) latem 1988 roku. Największe tego typu zjawisko w tym regionie zanotowane w czasach historycznych – w ciągu 6 miesięcy ogień objął prawie 5000 km², z czego w granicach parku narodowego około 3212 km², czyli ponad ⅓ jego powierzchni.

## Tło historyczne i ekologiczne
Od objęcia lasów Yellowstone ochroną parkową jedną z podstawowych metod ich ochrony było bezwzględne gaszenie pożarów. W praktyce okazało się to jednak przeciwdziałaniem procesom naturalnym, jako że roślinność tego regionu ma charakter pirofityczny. W naturalnych warunkach występują tam pożary lasów wywołane najczęściej uderzeniem pioruna. Po wielkim pożarze powstaje pogorzelisko pokryte popiołem, a pnie drzew (głównie sosen) mają formę kikutów. Rok po pożarze z banku nasion zachowanych w glebie wyrastają rośliny jednoroczne, dwuletnie i byliny. W tym czasie obieg materii jest mocno przyspieszony, a do gleby uwalniane są gromadzone wcześniej przez wiele lat w biomasie drzew biogeny. Może to nawet prowadzić do tymczasowych zakwitów wód. Rośliny zielne przyciągają roślinożerców, a powstałe po odsłonięciu otwartych terenów łąki – owady. W ciągu kilku lat siewki drzew zaczynają dominować nad okolicą, a po kilkudziesięciu latach tworzy się już zwarty, dojrzały drzewostan zacieniający dno lasu i utrudniający wzrost roślin zielnych i siewek drzew. W stadium tym kończy się też upadanie i rozkład kikutów pozostałych po poprzednim pożarze, przez co nie ma widocznych na pierwszy rzut oka jego śladów. Na dnie lasu zaczyna się gromadzić martwa biomasa: ściółka, opadłe gałęzie, opadła kora itp. To staje się paliwem dla kolejnych, małych pożarów, które zwykle nie naruszają samych drzew, jako że ich żywe tkanki są osłonięte korą, a gałęzie znajdują się powyżej wysokości ognia. W bardziej zacienionym lesie do wzrostu są zdolne przede wszystkim siewki jodeł i świerków, a nie sosen, których jednowiekowa grupa zaczyna się przerzedzać po ok. 250–300 latach. W miarę dojrzewania lasu, po kilkuset latach od stadium otwartej przestrzeni to te bardziej cienioznośne gatunki mogą zdominować drzewostan, a nowe siewki maja szansę pojawić się tylko na polanach i wykrotach. Zwykle jednak ilość nagromadzonej na dnie lasu palnej biomasy sprzyja powstaniu dużego pożaru, który jest w stanie zniszczyć także drzewa, a cykl rozpoczyna się od nowa. Z kolei jeszcze przed wystąpieniem wielkiego pożaru przeobrażającego cały ekosystem, pożary zakrzaczeń i traworośli występują co 20–25 lat. 
Wiedza o tym skłoniła ekologów do stawiania postulatów przyzwalania na naturalne pożary, które usuwają z dna lasu martwą biomasę i powodują odmłodzenie ekosystemu. Zauważono, że kilkadziesiąt lat ich zwalczania sprawiło, że chroniony las coraz mniej przypomina ten, który objęto ochroną. Co więcej, odkryto, że starzenie się drzewostanu i brak jego naturalnego odnawiania się wynika nie tylko z braku światła i miejsca do kiełkowania siewek. Część szyszek wytwarzanych przez drzewa występujące w Yellowstone nie otwiera się samoczynnie. Określa się je jako opóźnione, ale w istocie nie otwierają się na skutek upływu czasu, są zasklepione żywicą, a do otwarcia wymagają wysokiej temperatury pożaru. Z tego też względu od końca lat 60. XX w. w niektórych lasach zachodnich Stanów Zjednoczonych rozpoczęto kontrolowane przepały biomasy i zrezygnowano z gaszenia pożarów powstałych naturalnie i niezagrażających siedzibom ludzkim. Miało to na celu również zmniejszenie zagrożenia katastrofalnymi pożarami, gdyż w ten sposób pozbywa się łatwopalnej materii, zanim osiągnie ona nadmierne ilości.
Pierwsze eksperymentalne niegaszenie pożarów w parku Yellowstone miało miejsce w 1972 roku, a więc po okresie stuletniej pełnej ochrony. Rolę pożarów w kształtowaniu naturalnego charakteru parku wcześniej wyjaśnił Dale Taylor, który badał obszary parku dotknięte pożarami w wieku XIX i XX oraz XVII. Ponieważ umiarkowane pożary eksperymentalne dawały zachęcające rezultaty, od 1976 roku programem przyzwalania na pożary objęto cały park narodowy. Wyjątkiem były okolice skupisk ludzkich. System taki przynosił oczekiwane skutki i był stosowany w coraz nowych miejscach USA. W ciągu pierwszych 16 lat polityki naturalnych pożarów w parku Yellowstone nie ingerowano w przebieg 235 pożarów, które strawiły niecałe 14 tysięcy ha. Spośród nich tylko 15 przekroczyło obszar 100 akrów (40,47 ha). Takie rozmiary nie wzbudzały większych kontrowersji. Opinia publiczna nie zdawała sobie jednak jeszcze sprawy z faktu, że w naturalnych warunkach oprócz drobnych pożarów, które odświeżają strukturę ekosystemu w skali lokalnej, co kilkaset lat pojawiają się warunki do pożaru wielkoskalowego. W pełni zrozumiano to dopiero po doświadczeniach roku 1988 i kolejnych badaniach, z których wynikało, że poprzedni wielki pożar okolic Yellowstone miał miejsce kilkaset lat wstecz, a więc nie był odnotowany przez białych, choć już we wcześniejszych badań naukowcy odkryli wystąpienie istotnych pożarów w latach ok. 1630, 1643 i 1659 lub ok. 1665, jak również 3 większych pożarów w XVIII w. Naukowcy wiedzieli również, że następnego, o rozmiarach którego skutki całkowicie przebudowują ekosystem, należało się spodziewać w XX w., jako że czas na nagromadzenie się okoliczności mu sprzyjających szacowano na 300–350 lat. Wiedziano też, że w ostatnich kilku wiekach przeciętny czas pomiędzy pożarami w danym miejscu trwał ok. 20–25 lat, a bardziej rozległe pożary pojawiły się w północnej części parku 8 lub 10 razy. 
Polityka przyzwalania na pożary (let-it-burn) była odwróceniem polityki dotychczasowej. W tradycyjnej gospodarce leśnej pożar jest uważany za katastrofę. Również w uproszczonej wizji ochrony przyrody wydaje się, że ma on głównie niszczące skutki. Za punkt inicjujący intensywną walkę z pożarami lasów uznaje się katastrofalny pożar Peshtigo i jego okolic, który pochłonął w 1871 roku ok. 1500 ofiar. W XX w. prowadzono w Stanach Zjednoczonych intensywną kampanię społeczną uwrażliwiającą na zagrożenie pożarowe. Jej slogany odwoływały się do odpowiedzialności i nawoływały do reagowania na zarzewie pożaru, a maskotką był miś Smokey. Była ona po części reakcją na drastyczny wzrost liczby pożarów wywoływanych przez nieostrożnych turystów, który nastąpił w latach 50. XX w. Wprowadzenie niemal równolegle polityki niegaszenia naturalnych pożarów było tylko do pewnego stopnia sprzeczne z tą kampanią, jako że skupiały się one na odmiennych obszarach – kampania ekologiczna na obszarach chronionych, niemal bezludnych, a kampania przeciwpożarowa na obszarach sąsiadujących z siedzibami ludzkimi. Z drugiej strony, presja turystyczna wiązała się z pożarami również na obszarach chronionych. Spośród 1 298 pożarów zanotowanych w Yellowstone w latach 1930–1970 42,5% było spowodowane przez ludzi.

## Bezpośrednie przyczyny pożaru
Na niedużą liczbę i skalę pożarów w latach 1982–1987 wpływ miała wilgotność przewyższająca średnią wieloletnią. Również wiosną 1988 roku opady były wyższe niż normalnie. Jednak już wcześniej, zimą przełomu 1987/1988, opady śniegu osiągnęły niecałą ⅓ średniej wieloletniej, a od czerwca 1988 roku lato było wyjątkowo suche, gorące i wietrzne, co miało związek z oscylacją El Niño/La Niña. Wczesnoletnie burze wiązały się z tworzeniem piorunów, ale bez opadów. Kolejne tygodnie upalnej i suchej pogody sprawiły, że region doświadczył największej odnotowanej historycznie suszy. Czerwcowe opady sięgnęły jedynie 20% wartości średniej wieloletniej, a lipcowe – 79%. Sprawiło to, że pod koniec lipca wilgotność w strefie runa spadła do 2–3%, a w martwym drewnie do 7%.
Nagromadzenie martwej biomasy drewna, która stała się paliwem przyszłego pożaru, oprócz śmierci drzew wynikającej z ich wieku, związane było m.in. z działaniem chrząszczy Dendroctonus ponderosae. W drugiej połowie XX w. zaobserwowano dwie gradacje tego gatunku – w latach 1972–75 i 1980–83. Analiza zasięgu pierwszej z nich oraz zasięgu ognia pozwala na stwierdzenie, że do pewnego stopnia (razem z nierównomiernym rozkładem skutków suszy i innymi tego typu czynnikami) zdeterminowała ona miejsce, gdzie sięgnął pożar.

## Przebieg pożaru

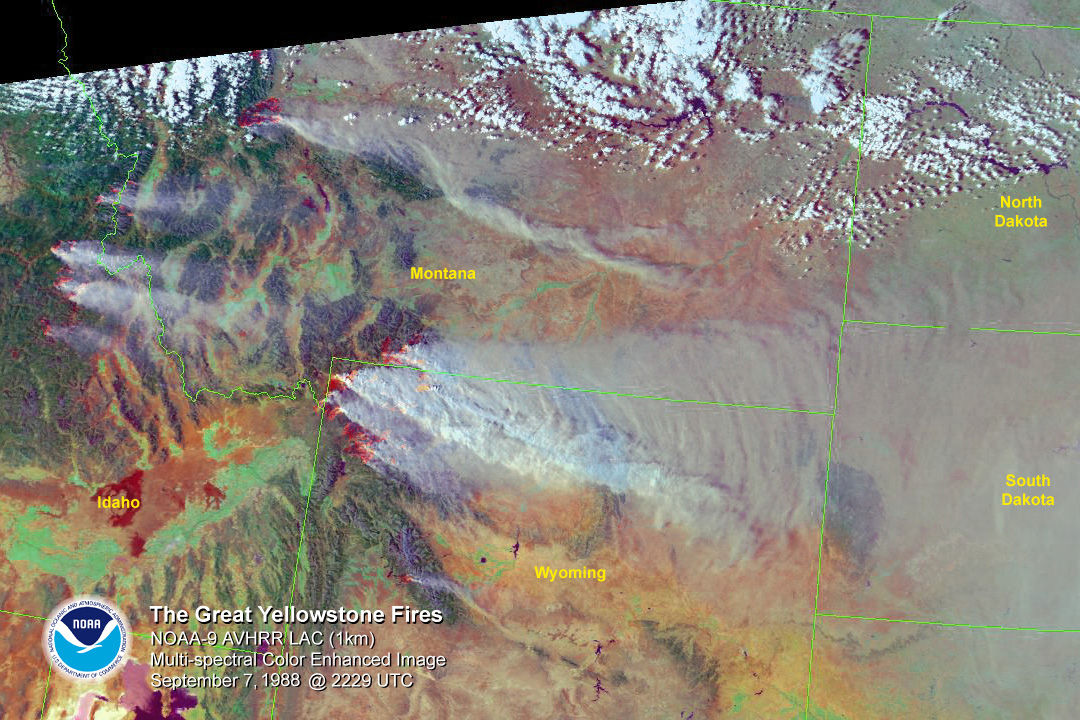
Zdjęcie satelitarne obszaru Yellowstone z 7 września 1988 roku

Pierwsze pożary w 1988 roku rozpoczęły się na przełomie maja i czerwca. Początkowo wyglądały na niegroźne, mimo warunków pogodowych sprzyjających ich rozwojowi. Pierwszy pożar, który dotknął park, wybuchł w połowie czerwca w lesie Custer National Forest leżącym w ekosystemie Yellowstone, na północny wschód od parku, łączącym funkcje ochrony przyrody i gospodarki leśnej. Nazwano go pożarem Storm Creek. W ciągu pierwszego miesiąca, czyli do połowy lipca, spłonęło ok. 3 500 ha lasu. Później tempo wzrosło. Ponieważ pożary jednak nie gasły samoistnie, a pogoda im sprzyjała, park podjął decyzję o rozpoczęciu walki ze wszystkimi pożarami, a nie tylko tymi antropogenicznymi i zagrażającymi dobytkowi. W tym momencie wciąż jeszcze jednak scenariusz nie odbiegał od zwykłej sytuacji pożarowej i oczekiwano letnich deszczów, które zakończyłyby sprawę. Pożary jednak nadal się rozprzestrzeniały, mniejsze ogniska łączyły się. Tradycyjne metody kontroli pożaru okazały się niewystarczające, gdyż ogień przenosił się wśród koron drzew ponad barierami takimi jak drogi, rzeki czy pasy przeciwpożarowe. Pod koniec lipca stało się jasne, że większe pożary są już nie do opanowania. Ze względu na zagrożenie związane z wiatrem niosącym ogień, który mógł znienacka okrążyć strażaków, zrezygnowano z walki z ogniem na wprost jego ściany. Z wyjątkiem sytuacji bezpośredniego zagrożenia życia lub dobytku ograniczono się do walki z ogniem od bocznych stron przesuwającej się jego fali. Używano również helikopterów. Wysiłki strażaków nie były w stanie zatrzymać pożaru, ale pozwoliły na zachowanie niektórych ważnych budowli, takich jak zabytkowy hotel Old Faithful Inn. Lato robiło się coraz bardziej gorące i wietrzne. 20 sierpnia nazwano czarną sobotą, gdyż w tym dniu pożar był najintensywniejszy. Spłonęło wtedy w ciągu doby ponad 60 tysięcy ha, a ogień był przenoszony przez wiatr o prędkości 160 km/h. We wrześniu ogień dotarł do głównych atrakcji turystycznych – gejzeru Old Faithful w środkowej części parku i źródeł Mammoth Hot Springs w części północno-wschodniej. Wtedy wreszcie nadeszły opady deszczu, a nawet śniegu, które powstrzymały pożar. Od tego momentu zagrożenie ustało, a sprowadzonych z innych regionów strażaków zaczęto odsyłać z powrotem, choć lokalnie pożary dopalały się do listopada.
Szczególnie intensywne punkty pożaru, to. m.in. miejsce między Norris a Canyon, gdzie zebrały się pokłady martwego drewna zwalonego we wcześniejszych latach przez wichury. W wietrznych dniach ogień przesuwał się o kilkanaście kilometrów dziennie, czasem kilka kilometrów w czasie godziny. Mimo największej w historii USA akcji gaśniczej, to nie ludzkie wysiłki, ale dopiero opady deszczu i śniegu powstrzymały szerzenie się pożaru.
Mimo pożogi, park przez niemal cały czas był dostępny dla odwiedzających. Poszczególne rejony były doraźnie ewakuowane w miarę zbliżania się fali pożaru. Tak było m.in. w przypadku Old Faithful, skąd ewakuowano kilkuset turystów na kilka godzin przed dotarciem ognia, a ostatni turyści poruszający się własnymi samochodami pozostawali w okolicy niemal do ostatniej chwili. Po ustąpieniu zagrożenia ośrodki turystyczne otwierano ponownie. W pewnych okresach otwarta dla ruchu pozostawała tylko jedna droga. Na kempingach obowiązywał zakaz rozpalania ognisk. Pod koniec sierpnia władze parku zrezygnowały z opłat za wstęp, a 10 września zamknęły go dla odwiedzających – jedyny raz w historii. Również we wrześniu gubernator Montany wydał zakaz innej niż niezbędna aktywności poza obszarami zabudowanymi (kempingowania, polowań, wędrówek), odwołany po tygodniu.

### Kalendarium

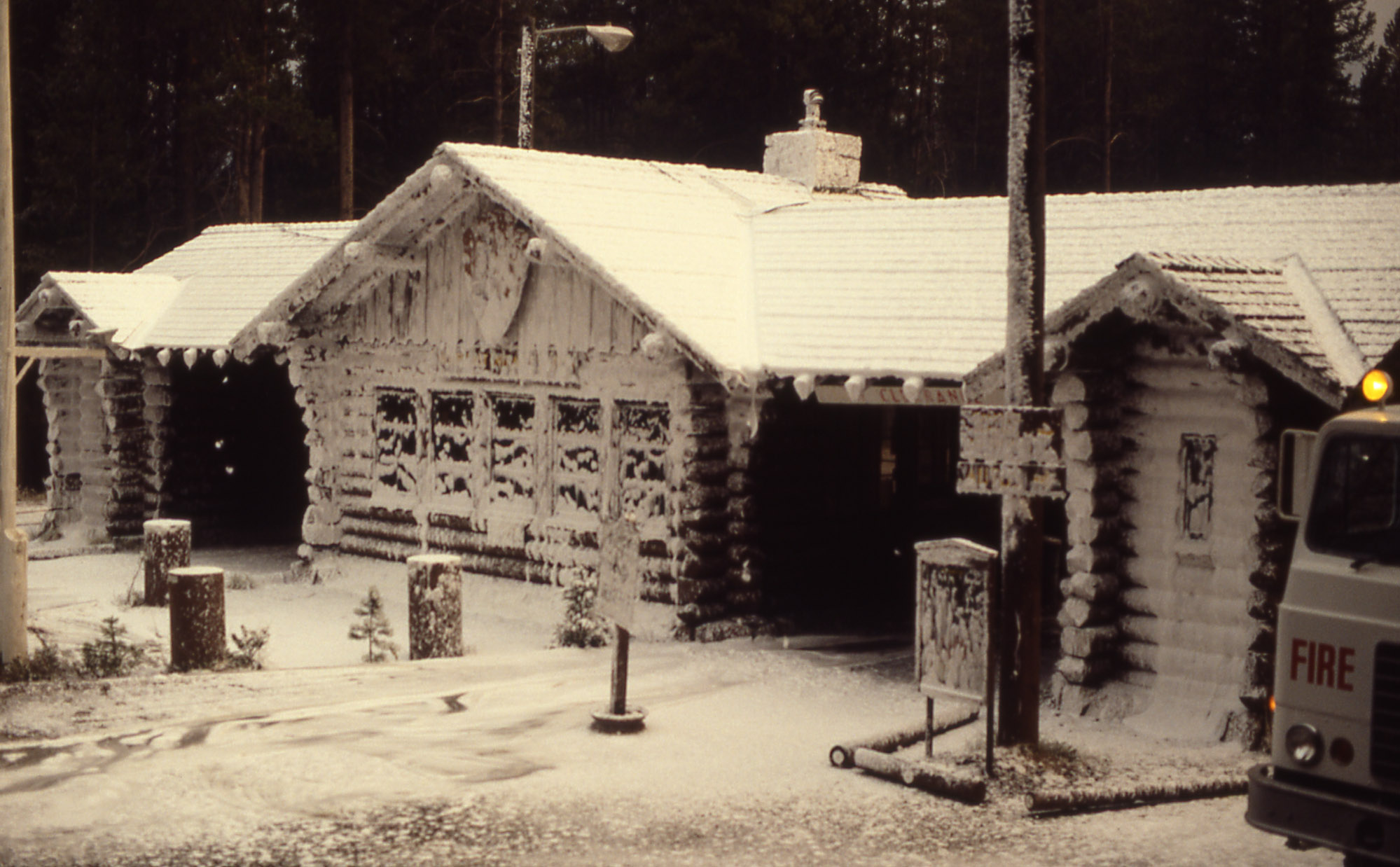
Piana gaśnicza pokrywająca budynki północno-wschodniej bramy parku, 4 września 1988

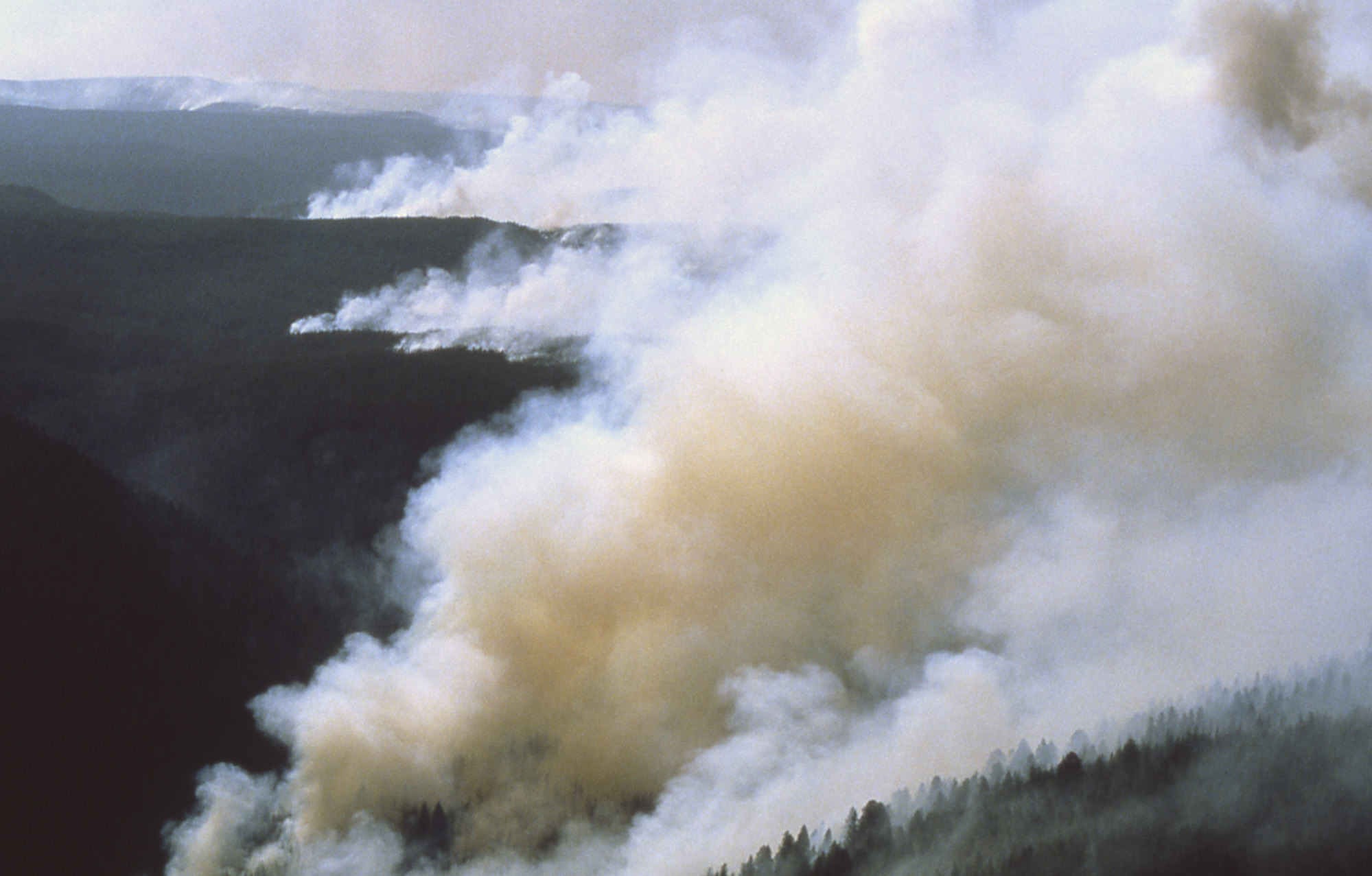
Pożar widoczny z lotu ptaka

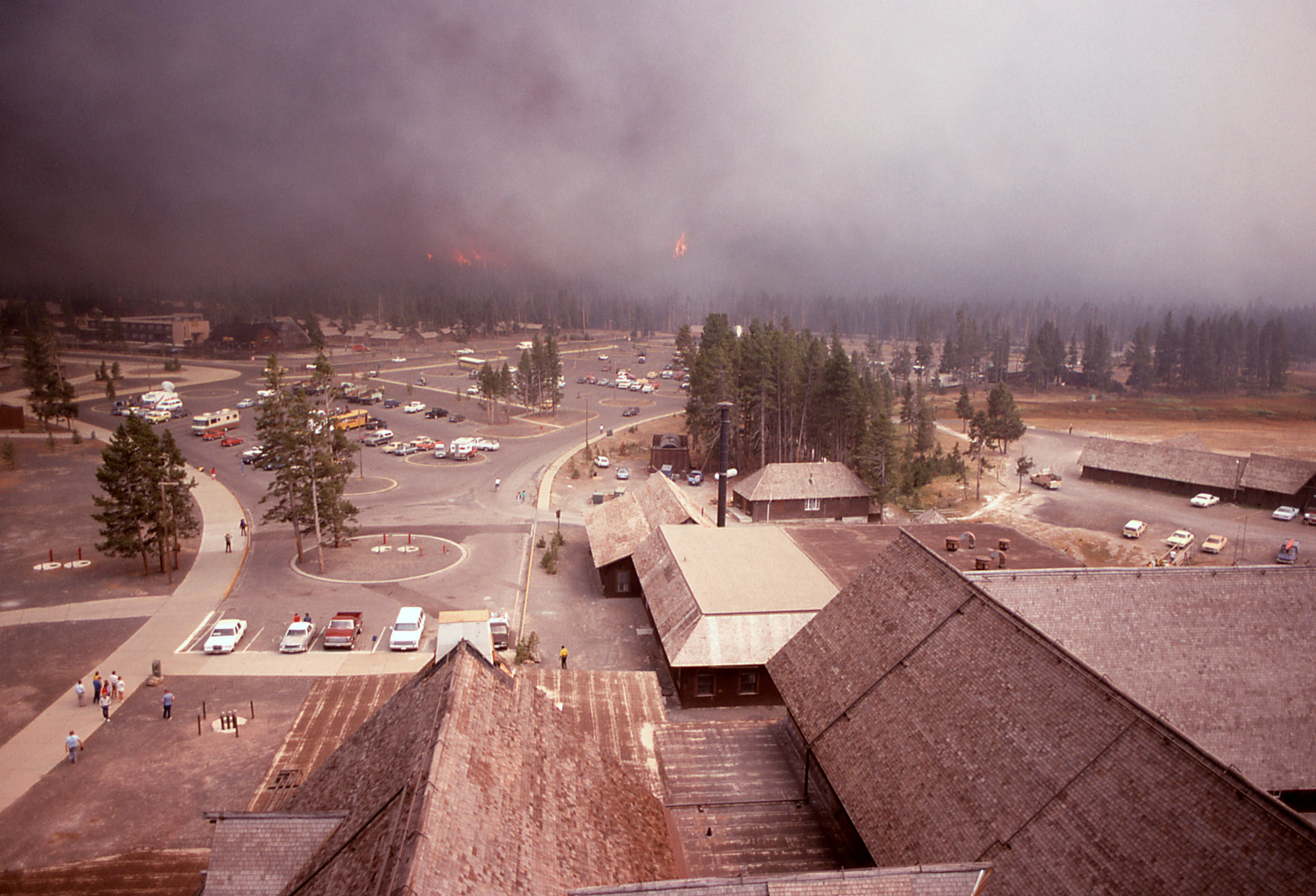
Pożar w okolicach Old Faithful

### Kalendarium[12]
| Data    | Zdarzenie |
| ------- | --- |
| 14.06   | Wybucha pożar Storm Creek |
| 23.06   | Wybucha pożar Shoshone (nazwa od jeziora Shoshone) |
| 25.06   | Wybucha pożar Fan |
| 30.06   | Wybucha pożar Red |
| 5.07    | Wybucha pożar Lava |
| 11.07   | Wybuchają pożary Mink i Clover |
| 20.07   | Park rozpoczyna gaszenie nowo wybuchających pożarów |
| 21.07   | Park rozpoczyna gaszenie wszystkich pożarów |
| 22.07   | Od niedopałka papierosa drwala wybucha pożar North Fork, zamknięcie kempingu Lewis Lake zagrożonego pożarem Red                                                                                  |
| 23.07   | Połączenie pożarów Clover i Mist, ewakuacja Grant Village zagrożonej pożarem Shoshone |
| 30.07   | Pożar Shoshone przekracza drogę, co powoduje ewakuację regionu West Thumb Geyser Basin, któremu zaczął zagrażać                                                                                  |
| 31.07   | Płonie posterunek Sportsman Lake Patrol |
| 8–10.08 | Połączenie pożarów Shoshone i Red |
| 10.08   | Pożar North Fork zaczyna zagrażać skrzyżowaniu Madison |
| 14.08   | Przemieszczany przez silny wiatr pożar North Fork okrąża pole biwakowe Madison |
| 15.08   | Wybucha pożar Hellroaring |
| 17.08   | Pożar Clover-Mist obejmuje okolice źródeł geotermalnych, powodując skażenie dymu związkami siarki                                                                                                |
| 18.08   | Ilość dymu wymusza stosowanie latarek |
| 19.08   | Płoną ścieżki Artists Paintpots |
| 20.08   | „Czarna sobota” – pożary podwajają powierzchnię, powtórna ewakuacja Grant Village, ewakuacja Flagg Ranch, pożary obejmują region Norris Geyser Basin, zagrożone południowe wejście i Silver Gate |
| 22.08   | Do walki z ogniem ściągnięte zostają oddziały wojskowe |
| 23.08   | Administracja parków narodowych ogłasza moratorium na planowane pożary |
| 24.08   | Ewakuacja Canyon Village |
| 26.08   | Powtórna ewakuacja Flagg Rag, park rezygnuje z pobierania opłat za wstęp |
| 29.08   | Ponowne otwarcie centrum turystycznego w Canyon |
| 31.08   | Ewakuacja wieży obserwacyjnej na Mount Sheridan |
| 3.09    | Płonie Silver Tip Ranch |
| 4.09    | Ewakuacja Silver Gate i Cooke City, na czerwcowych pogorzeliskach zaczyna odrastać trawa |
| 6.09    | Ewakuacja Pahaska Teepee |
| 7.09    | Ewakuacja okolic Old Faithful, które następnie obejmuje pożar, gubernator Montany wydaje rozporządzenie o zakazie nieuzasadnionej aktywności terenowej                                           |
| 9.09    | Pożar North Fork dociera do Bunsen Peak, zagrażając okolicy Mammoth Hot Springs |
| 10.09   | Ewakuacja Mammoth, siedziby parku narodowego i zamknięcie parku dla zwiedzających |
| 11.09   | Rozpoczynają się opady deszczu i śniegu |
| 14.09   | Powtórne otwarcie pól kempingowych, odwołanie rozporządzenia gubernatora Montany o zakazie rekreacyjnego wykorzystania terenu                                                                    |
| 18.11   | Dogasa ostatni pożar |

## Skutki pożaru

### Skutki przyrodnicze

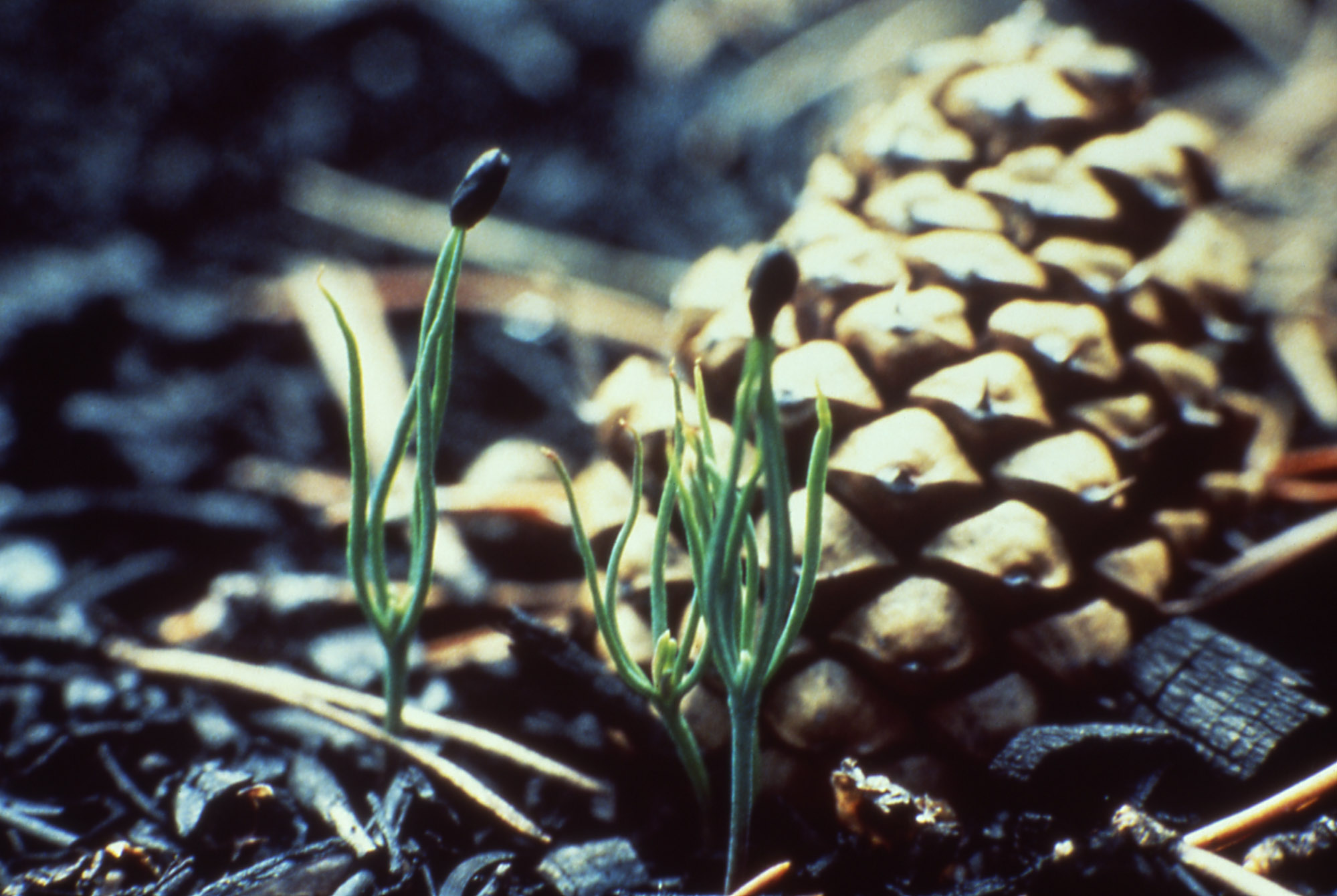
Siewki sosny wydmowej na pogorzelisku w 1989 roku

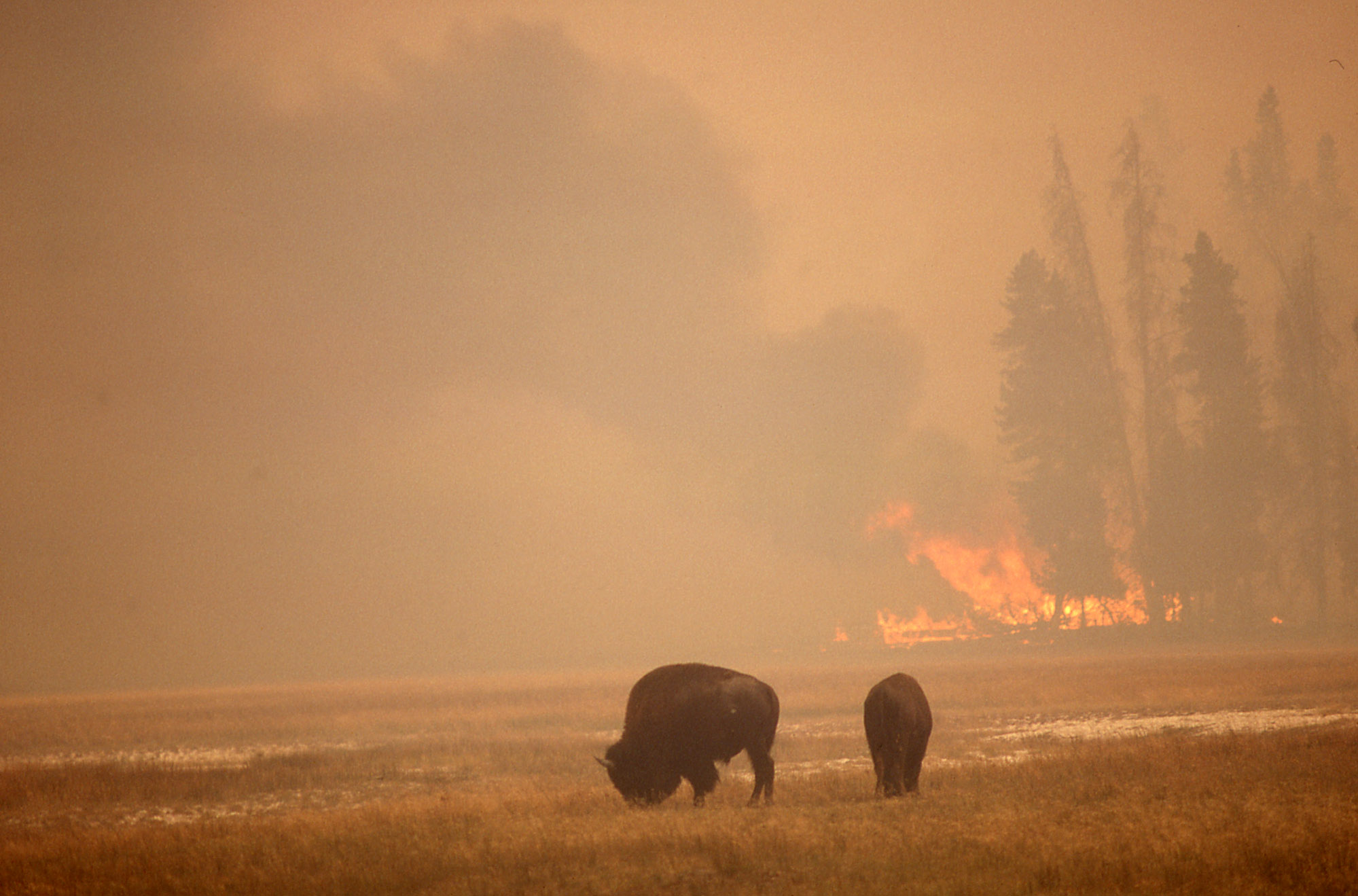
Bizony amerykańskie pasące się na przedpolu pożaru

Pożar w zasadzie nie zaszkodził ryzosferze i glebowemu bankowi nasion. Powolne, kilkugodzinne palenie się biomasy w jednym miejscu było rzadkim zjawiskiem, przez co zniszczeniu uległ niecały promil głębszej warstwy gleby. Dzięki temu rośliny zaczęły odrastać, kiedy tylko pozwoliły na to warunki wodne (w niektórych przypadkach już po kilku dniach). W północnej części parku spłonęła ⅓ drzewostanu topoli osikowej, ale nie wpłynęło to na jej części podziemne. Ze względu na polikormonalny typ wzrostu, pożar pobudził wzrost odrostów. Ponadto odsłonięte tereny okazały się sprzyjające dla kolonizacji jej siewek, przez co ostatecznie jej zasięg po pożarze zwiększył się. Większość spalonego drzewostanu była budowana przez dojrzałe sosny wydmowe. Po pożarze gatunek ten ponownie zasiedlił większość pogorzeliska. Podobnie stało się ze stanowiskami sosny Pinus albicaulis, świerka Engelmanna, jodły górskiej i daglezji, które nie są równie pirofityczne jak sosna wydmowa, ale także dostosowane do okresowych pożarów. 
Straty wśród dużych zwierząt okazały się nieznaczne. Najwięcej w tej grupie zginęło wapiti, jednak straty (obliczone na podstawie znalezionych zwłok) sięgnęły jedynie kilku procent szacowanej populacji. Zaobserwowano kilka małych epizodów śnięcia ryb, zarówno jako skutek podgrzania wód, jak i zatrucia środkami gaśniczymi. Nadpalona kora sosen okazała się wartościowym pożywieniem dla roślinożerców. Niedźwiedzie przez kilka lat po pożarze chętniej żerowały na pogorzeliskach niż poza nimi, odżywiając się porastającymi je ziołami (koniczyną i wierzbówką). Nie zaobserwowano zmian w ichtiofaunie rzek i jezior parku. Ze względu na mniejszą ilość starodrzewi spadła populacja łosia. Niektóre skutki (np. wpływ na herpetofaunę) są jednak nie do oszacowania, ze względu na brak danych sprzed pożaru do porównania. Kikuty nadpalonych drzew okazały się atrakcyjne dla ksylofagicznych owadów, a ich duża liczba z kolei przyciągnęła niektóre gatunki dzięciołów, niemal niewystępujących na tym obszarze przed pożarem. Zaobserwowano też zmiany w biocenozach okrzemek zasiedlających strumienie. Liczebność i różnorodność makrozoobentosu początkowo spadła, ale niedługo potem wróciła do normy.
Na pogorzeliskach zachodzi sukcesja ekologiczna. Przez pierwsze kilka lat porastały je trawy i inne byliny, zwłaszcza wierzbówka. W ciągu pięciu lat zaczęły pojawiać się siewki sosen. Martwe stojące pnie jeszcze przez ok. dziesięciu lat stanowiły pewne zagrożenie dla turystów, ze względu na ryzyko przewrócenia się. Po dwudziestu latach odrastający drzewostan spowodował zanik obszarów odsłoniętych przez pożar.

### Skutki turystyczne

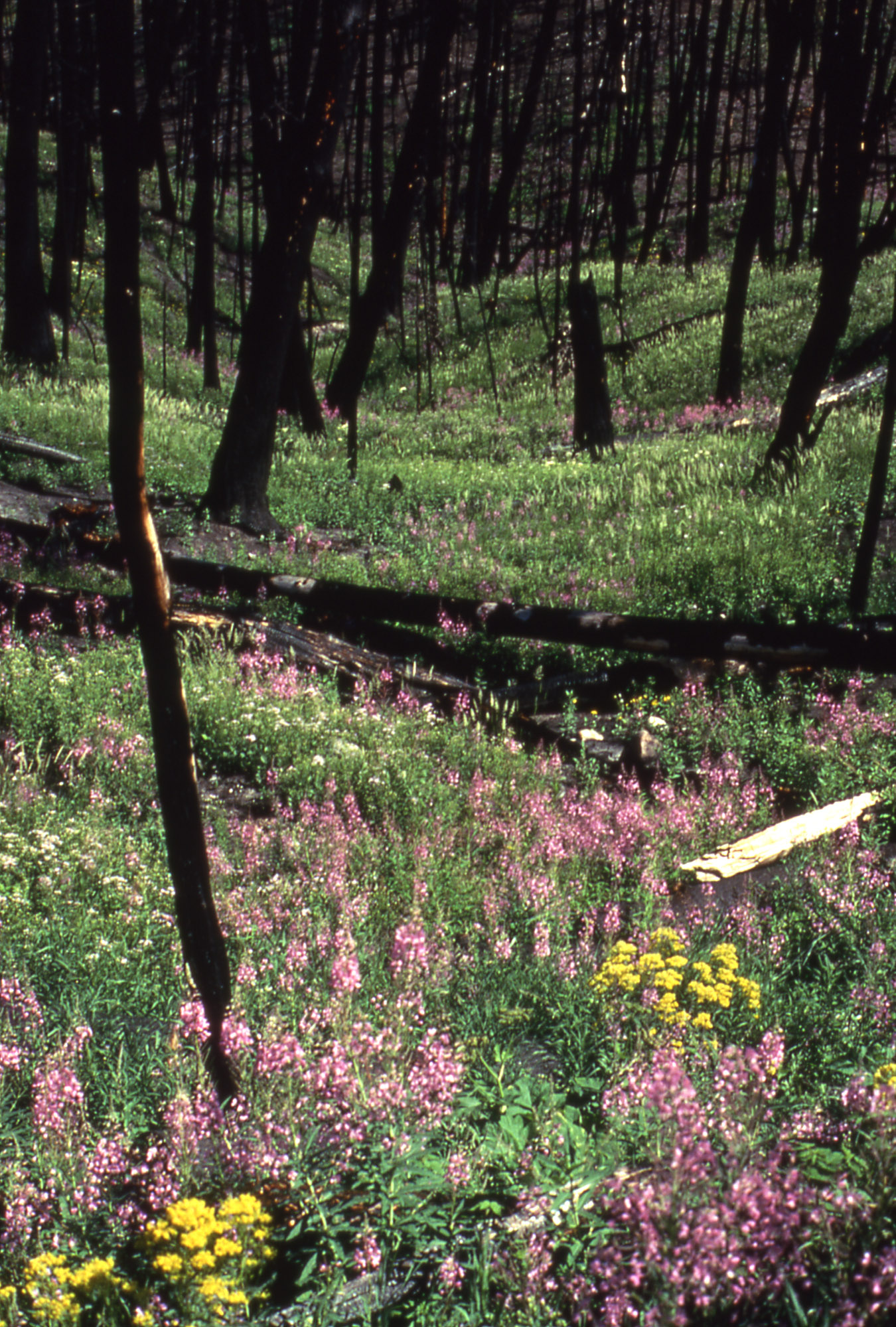
Pogorzelisko rok po pożarze

Wbrew obawom, pożar nie zagroził turystyce. W czasie samej katastrofy zagrożony region był co prawda omijany przez odwiedzających, co dało spadek o 15% w stosunku do roku poprzedniego, ale już rok po niej park odwiedziła rekordowa liczba turystów – 2 600 000 osób. Miejsca związane z pożarem zostały włączone do ścieżek edukacyjnych, a tematyka pożaru z 1988 roku stała się elementem wystaw parkowych. Centrum informacji turystycznej dotyczącej ekologii pożarów ulokowano w dwukrotnie ewakuowanej w czasie pożarów wsi Grant Village.

### Skutki naukowe
Wielkoskalowy pożar ćwierćtysiąclecia oprócz debaty dotyczącej filozofii ochrony przyrody sprowokował do licznych badań ekologicznych. Po nim zintensyfikowano badania dendrochronologiczne, które ujawniły, że cykle małych i dużych pożarów były typowe dla lasów tej strefy klimatycznej przez ostatnie tysiąclecia. Dało to argumenty na rzecz hipotez mówiących o wzroście różnorodności biologicznej na skutek zaburzeń takich jak pożary. Stało się jasne, że jedynym sposobem na wyeliminowanie naturalnych pożarów byłaby eliminacja naturalnych siedlisk. Ostatecznie, spektakularne wydarzenie w Yellowstone i innych lasach zachodniej Ameryki Północnej sprawiło, że sprawa naturalnych pożarów, które są nieodłącznym elementem kształtującym pirofityczne ekosystemy tego regionu, rozprzestrzeniła się poza środowisko naukowców i administracji leśnej, docierając do szerszej opinii publicznej. Zarówno kolejne badania ściśle naukowe (liczba projektów naukowych dotyczących pożaru w Yellowstone i okolicach w ciągu następnej dekady wyniosła ok. 250), jak i kwerenda archiwów oraz monitoring nowo powstających pożarów i ich skutków, dostarczają dużej ilości danych dla poznania ekologii pożarów. Z powstałej w ramach tego zestawienia mapy rejonów objętych pożarami od 1881 roku wyłania się obraz mozaiki obszarów, które od tego czasu dotknął istotny pożar raz, kilka razy lub też nie dotknął ani razu. Pożary przez służby parku są wykrywane najczęściej ok. godziny 15:03. Bierze się to stąd, że są to okolice najcieplejszego momentu dnia i ogień działa najintensywniej. Sam pożar natomiast dostarczył informacji dotyczących szczegółów pirofitycznych właściwości zarówno gatunków, jak i całych ekosystemów. Przekonano się, że wbrew obawom, nawet tak intensywny i rozległy pożar ma stosunkowo niewielki wpływ na duże ssaki i życie gleby. 
Wielki pożar z 1988 r. stał się również punktem porównawczym dla innych pożarów. O ile po tym pożarze, który objął głównie drzewostany pirofityczne, regeneracja lasu nastąpiła bardzo szybko, o tyle po pożarze między jeziorem Yellowstone a pasmem Absaroka z roku 2003, który objął głównie drzewostany świerkowo-jodłowe, odnowienie drzewostanu następowało zauważalnie wolniej.
Katastrofalny pożar Yellowstone dał również podstawy do badań jego skutków w zakresie socjologii i ekonomii.

### Skutki administracyjne
Prowadzony w latach 70. i 80. program postępowania z pożarami był pionierski. Co prawda, zarządzający parkiem Robert Barbee prowadził wcześniej eksperymenty z kontrolowanymi pożarami w Parku Narodowym Yosemite i wraz ze swoim zespołem był w środowisku naukowym autorytetem w tym zakresie, jednak wciąż były to metody dopiero w trakcie opracowywania. W latach 80. przygotowywano systematyczny plan dla parku narodowego, jednak w roku 1988 wciąż nie był on oficjalnie zatwierdzony. W pierwszych latach po pożarze odstąpiono od polityki łagodnej dla pożarów i usiłowano gasić je wszystkie. Nowy plan zarządzania pożarowego ponownie zakładający niegaszenie niektórych, ale nieco zmodyfikowany wobec poprzedniego wprowadzono w roku 1992 i zaktualizowano w roku 2004. Od 1998 roku jego elementem jest program monitoringu skutków pożarów (Fire Effects Monitoring Program) wprowadzony również w innych parkach narodowych w Stanach Zjednoczonych. Obowiązujące zasady akceptują pożary jako istotny, naturalny element środowiska. Nie przystępuje się w związku z tym do ich gaszenia, o ile pożar nie został spowodowany przez człowieka i o ile nie zostaną przekroczone ustalone wskaźniki akceptowalnej wielkości pożaru, odnoszące się do warunków pogodowych i zagrożenia dla bezpieczeństwa. Prowadzony jest monitoring pożarowy z ziemi i powietrza, którego celem jest możliwie szybkie ustalenie zasad postępowania w przypadku poszczególnych pożarów, w szczególności pilne jest zawsze ustalenie przyczyny pojawienia się ognia. Wszystkie pożary spowodowane działalnością człowieka są natychmiast gaszone. Te naturalne są z kolei monitorowane, gromadzone są dane opisujące zarówno pożar, jak i warunki w jakich się rozwija (jego zasięg, lokalne warunki pogodowe, roślinność, warunki fizjograficzne, wysokość płomieni, szybkość rozprzestrzeniania się ognia i dostępność paliwa). Prowadzona jest także ochrona prewencyjna (Hazard Fuels Reduction Plan) polegająca na ograniczaniu lub usuwaniu zasobów martwego drewna w miejscach, gdzie pożary mogłyby spowodować zagrożenie dla życia lub budynków, w szczególności usuwa się martwe drewno w promieniu 120 m od obiektów uznanych za priorytetowe ze względów historycznych lub turystycznych. 

## Kontrowersje

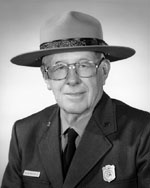
William P. Mott Jr – dyrektor National Park Service

W prasie codziennej pojawiły się komentarze porównujące pożary w Yellowstone i inne pożary tego okresu występujące na zachodzie Stanów Zjednoczonych do wcześniejszego o kilka lat katastrofalnego wybuchu Mount St. Helens. W istocie, oprócz zniszczeń miejscowych, pożary te miały dalej sięgające skutki. Zadymienie było odczuwalne od Seattle do Minneapolis, a wpływało na przezroczystość powietrza także w rejonie Wielkich Jezior. Skutki zadymienia w rejonie Yellowstone porównywano obrazowo do palenia czterech paczek papierosów dziennie.
Sama polityka let-it-burn, w myśl której służby leśne zamiast zwalczać pożar, pozwalają mu się rozprzestrzeniać, czy wręcz same wywołują pożar, jest sprzeczna z intuicją i wieloletnią kampanią promującą walkę z ogniem w lesie. Jej wprowadzenie mogło powodować dysonans poznawczy i szok wśród opinii publicznej, więc jeszcze przed katastrofalnym pożarem budziła kontrowersje. Po pożarze polityka przyzwalania na naturalne pożary w przypadku Yellowstone spotkała się ze znaczną krytyką. Wśród osób ją podważających znalazł się Barry M. Cullen, przewodniczący stowarzyszenia przemysłu drzewnego National Forest Product Association. Argumentował on, że politykę taką można stosować w lasach gospodarczych, w których stare drzewa podatne na inwazję pasożytów i roślinożerców są pozyskiwane na drewno (tzw. cięcia sanitarne) lub usuwane przez kontrolowane pożary, podczas gdy w parku narodowym brak tego typu gospodarki leśnej doprowadził do nagromadzenia zbyt dużej ilości martwego drewna. Jego zdaniem tego typu pożar doprowadził do katastrofy ekologicznej przez zniszczenie siedlisk i zanieczyszczenie wody oraz do marnotrawstwa zasobów drewna. W ramach krytyki tej polityki podkreślano, że powrót lasu do stanu sprzed pożaru zajmie co najmniej kilkadziesiąt lat, a przez ten czas będzie on nieatrakcyjny dla turystów.
Tego typu głosy sprawiły, że amerykańska administracja rządowa zaczęła rozważać wycofanie się z dotychczasowej polityki przyzwalania na naturalne pożary. W opinii publicznej ujawniły się głosy zarzucające administracji parków narodowych cel eliminacji własności prywatnej. Wśród polityków, przede wszystkim republikańskich, choć, zwłaszcza w stanach bezpośrednio objętych pożarem, nie tylko, pojawiały się głosy o potrzebie odwołania dyrektora amerykańskiej służby parków narodowych Williama Penna Motta i dyrektora parku narodowego Yellowstone Roberta Barbeego. Mott przyznał, że rozmiar pożaru przekroczył jego przewidywania, jednak bronił polityki parków.
Podobnego zdania jak on byli naukowcy. Argumentowali oni, że podstawową rolą parku narodowego jest zachowywanie naturalnych procesów, a nie spełnianie oczekiwań turystów. Nieliczni naukowcy, z Thomasem Bonnicksenem na czele, byli odmiennego zdania. Większość negatywnych konsekwencji prognozowanych przez niektórych krytyków postawy administracji (jak inwazja obcych gatunków, zmiany w strukturze ichtiofauny, spadek liczebności grizli czy spadek liczby turystów) nie sprawdziła się.
Już w czasie pożaru pojawiły się zarzuty, że za rozmiar strat odpowiada polityka parku. Część osób godzi się na niegaszenie pożarów w parkach narodowych, ale zauważa, że mogą one rozprzestrzeniać się poza ich granice, co jest już trudno zaakceptować. Zarzuty te są nieuzasadnione o tyle, że 63% powierzchni spłonęło od pożarów, które wybuchły poza jego granicami, a park zarządził gaszenie wszystkich pożarów, także naturalnych, już w lipcu. Spośród siedmiu pożarów, które rozwinęły się w najrozleglejsze i stanowiły liczące się zagrożenie, trzy były wywołane poza parkiem przez człowieka, a więc takie, które usiłowano powstrzymać od samego początku. Oznacza to po pierwsze, że to nie park był źródłem rozprzestrzeniania się pożaru na lasy gospodarcze, a wręcz przeciwnie. Przykładowo, jeden z bardziej zauważalnych pożarów, tj. North Fork, który zagroził okolicom Old Faithful, został zaprószony przez ludzi poza parkiem już po podjęciu decyzji o walce z wszystkimi pożarami. Po drugie zaś, że pożarów tej skali nie da się opanować nawet przy rygorystycznym traktowaniu. Naukowcy i administracja podkreślają, że w takich warunkach pogodowych powstrzymanie pożaru było niewykonalne i jest to wydarzenie występujące raz na kilkaset lat. Jako argument wspierający to stanowisko podaje się również historię innych dużych pożarów na Zachodzie USA, które mimo że dotyczą lasów gospodarczych i są zwalczane od samego początku, również kończą się dopiero po przyjściu jesiennych opadów.
Podobne kontrowersje i zawirowania polityczne powracają nadal przy okazji kolejnych pożarów na Zachodzie Stanów Zjednoczonych. Po stronie zwolenników większej kontroli pożarów zwykle stawali politycy konserwatywni (w tym George W. Bush) i środowisko związane z przemysłem drzewnym. Pożar w Yellowstone odbił się również echem w debacie na temat polityki pożarowej w lasach w Kanadzie i porównywane są do niego inne naturalne zniszczenia dużych połaci leśnych w innych częściach świata, np. wynikające z gradacji kornika drukarza w świerkowym drzewostanie Tatr.

## Zestawienia liczbowe

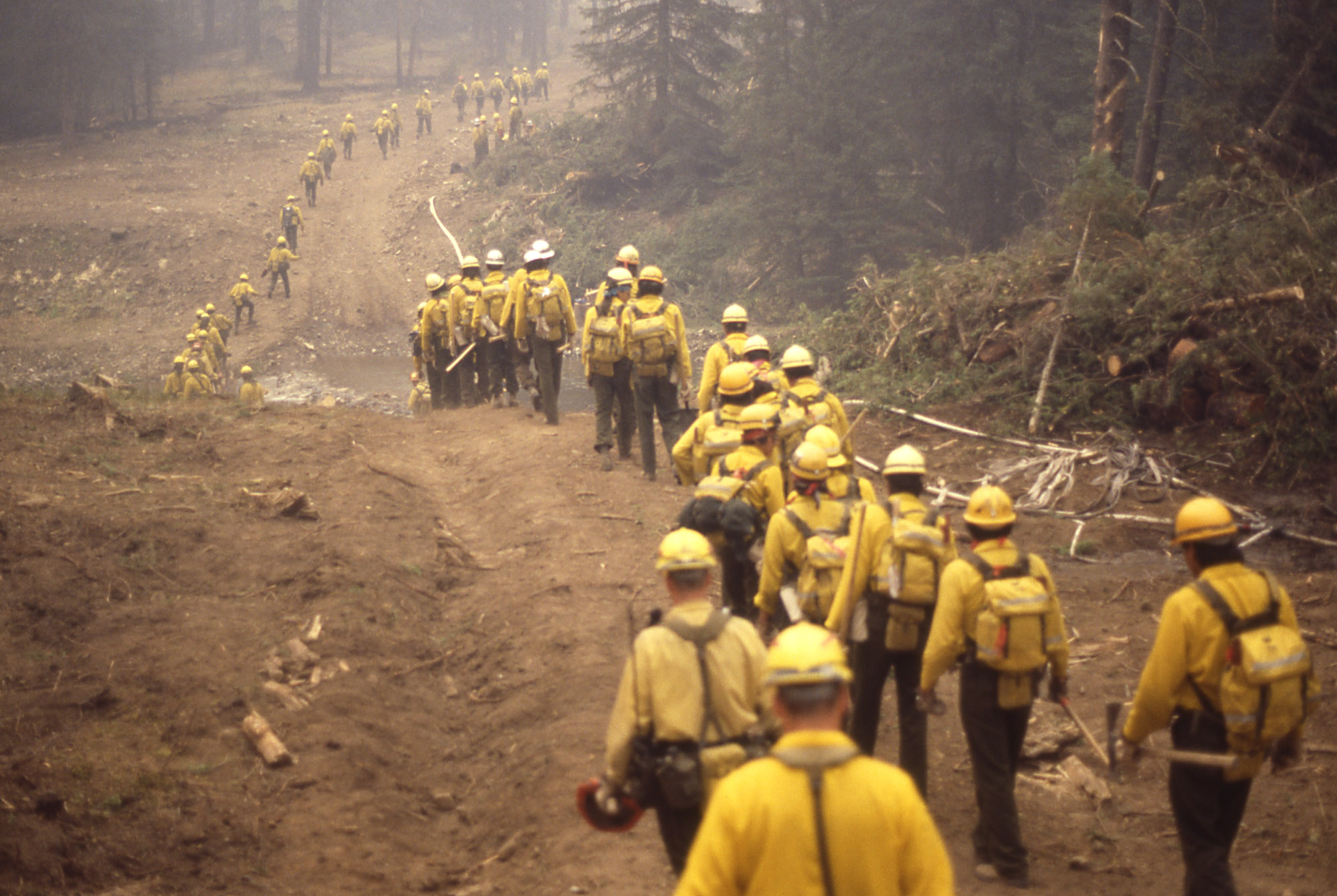
Wojsko wspierające strażaków

- Obszar działania ognia objął w lokalnych jednostkach powierzchni ok. 1 200 000 akrów, tj. ok. 4 856 km², z czego na terenie parku 793 880 akrów (ok. 3 212 km²), tj. 36% parku[4] (około 83% naturalnie wybuchających pożarów samoistnie wypala się nie osiągnąwszy 0,5 ha, a ok. 94% – 40 ha[15])
- W regionie Yellowstone (tzw. Greater Yellowstone) w roku 1988 wybuchło 248 pożarów, z czego 50 miało miejsce w parku narodowym[4]
- 9 pożarów zostało zaprószonych przez człowieka, 42 miało przyczyny naturalne (uderzenie pioruna)[12] (przeciętnie w parku wybuchają od uderzenia pioruna 24 pożary rocznie[15])
- 31 (w tym 28 o źródle na obszarze parku) naturalnych pożarów początkowo nie było gaszonych[4]
- 95% obszaru pogorzeliska było skutkiem działania 7 największych pożarów, z czego 3 były zaprószone przez człowieka i próbowano je gasić od początku[4]
- Zginęło ok. 300 dużych ssaków, w tym: 246 wapiti, 9 bizonów, 4 mulaki, 2 łosie[12], 6 baribali. Zaginęły 2 grizli, przy czym jeden odnalazł się po kilku latach[4]
- Walka z ogniem kosztowała 120 milionów dolarów (do tego momentu najwyższe koszty w historii USA)[12]
- W działania przeciwpożarowe w ciągu kilku miesięcy zaangażowano ponad 25 000 ludzi[12], przy czym jednorazowo największa liczba sięgała 9 000[4]
- Nie zginął żaden turysta ani mieszkaniec parku i okolic, poza parkiem zginęło 2 strażaków (Ed Hutton przywalony przez drzewo i Don Kuykendall w wypadku lotniczym)[4][9]
- Spłonęło 67 budowli – straty szacowane są na ponad 3 mln dolarów[4]
- Straty w przyrodzie będące skutkiem akcji przeciwpożarowej to: ponad 1 000 km pasów przeciwpożarowych wyciętych ręcznie i około 220 km zrobionych przy użyciu buldożerów (z czego 51,5 km w granicach parku) oraz obozowiska strażaków i lądowiska helikopterów[4]
- Temperatura powodująca zniszczenie głębokiej warstwy korzeniowej zagroziła niecałemu promilowi powierzchni parku[12]
- Spłonęło ok. ⅓ drzewostanu osiki w północnym łańcuchu oraz ok. ¼ drzewostanu sosny Pinus albicaulis w całym parku[12]

### Główne pożary

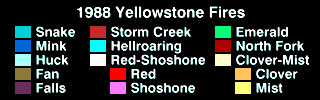
Symulacja rozwoju pożarów cząstkowych

### Główne pożary[9]
| Nazwa       | Zarzewie                     | Początek   | Koniec     | Szacowany obszar [km²] |
| ----------- | ---------------------------- | ---------- | ---------- | ---------------------- |
| Storm Creek | lasy państwowe Custer        | 1988.06.14 | 1988.09.17 | 384,5                  |
| Snake River | PN Yellowstone               | 1988.06.23 | 1988.09.19 | 696                    |
| Fan         | PN Yellowstone               | 1988.06.25 | 1988.09.06 | 84,5                   |
| Clover-Mist | PN Yellowstone               | 1988.07.09 | 1988.10.10 | 1293                   |
| Mink        | lasy państwowe Bridger-Teton | 1988.07.11 | 1988.09.18 | 471                    |
| North Fork  | lasy państwowe Targhee       | 1988.07.22 | 1988.11.18 | 2040                   |
| Hellroaring | lasy państwowe Gallatin      | 1988.08.15 | 1988.09.11 | 270                    |
| Huck        | droga Rockefeller Parkway    | 1988.08.20 | 1988.09.18 | 450                    |